# Menotropina
La menotropina (chiamata anche gonadotropina umana della menopausa - human menopausal gonadotropin o HMG) è un principio attivo per il trattamento dei disordini della fertilità. Si compone di gonadotropine che vengono estratte dalle urine di donne in post-menopausa, gonadotropine che sono solitamente l'ormone luteinizzante (LH) e l'ormone follicolo-stimolante (FSH). Spesso, contiene anche gonadotropina corionica umana (hCG).
I preparati di menotropina (il Menopur e il Repronex di Ferring) sono usati per stimolare gli ormoni innescando produzione di FSH e LH nel corpo. La menotropina è stata originariamente progettata per stimolare le ovaie delle donne a produrre più follicoli, rendendole così più fertili.
I preparati di menotropina che hanno origine da urine umane sono esposti al rischio teorico di infezione dai donatori di urina in menopausa. Tuttavia, la mancanza di una dimostrazione inconfutabile di infettività dopo l'inoculazione intracerebrale di urina in host infetti da TSE suggerisce che il rischio associato ai prodotti derivati da urine è puramente teorico.
La Practice Committee of the American Society for Reproductive Medicine riferisce che: “Rispetto ai precedenti estratti animali grezzi, i moderni prodotti a base di gonadotropine urinarie e ricombinanti altamente purificate hanno una qualità, un'attività specifica e prestazioni nettamente superiori. Non ci sono differenze confermate in sicurezza, purezza, o in efficacia clinica tra i vari prodotti a base di gonadotropine urinarie o ricombinanti”.

## Indicazioni
- Nelle donne si utilizza quando si ha un'incompleta maturazione follicolare e gli altri trattamenti non hanno dato la risposta sperata.
- Negli uomini quando le gonadi non ricevono un'adeguata stimolazione.